# Aleksander Tammert
Aleksander Tammert (Tartu, 2 febbraio 1973) è un ex discobolo estone.
Il 27 luglio 2012 è stato portabandiera per l'Estonia alla cerimonia di apertura dei Giochi della XXX Olimpiade a Londra.

## Progressione

### Lancio del disco
1990 - 42,06 m

1991 - 48,24 m

1992 - 51,12 m

1993 - 54,54 m	

1994 - 55,50 m

1995 - 60,24 m

1996 - 64,80 m

1997 - 64,78 m

1998 - 65,34 m

1999 - 66,95 m

2000 - 67,41 m

2001 - 67,10 m

2002 - 67,75 m

2003 - 66,63 m

2004 - 68,48 m	

2005 - 67,93 m

2006 - 70,82 m

2007 - 64,41 m

2008 - 65,71 m

2009 - 65,17 m

2010 - 62,75 m

## Palmarès
| Anno | Manifestazione | Sede              | Evento           | Classifica | Risultato | Note |
| ---- | -------------- | ----------------- | ---------------- | ---------- | --------- | ---- |
| 1995 | Mondiali       | Göteborg          | Lancio del disco | 23º        | 59,64 m   |      |
| 1995 | Universiadi    | Fukuoka           | Lancio del disco | 8º         | 58,14 m   |      |
| 1996 | Olimpiadi      | Atlanta           | Lancio del disco | 25º        | 59,04 m   |      |
| 1997 | Mondiali       | Atene             | Lancio del disco | 12º        | 59,44 m   |      |
| 1997 | Universiadi    | Catania           | Lancio del disco | 5º         | 61,84 m   |      |
| 1999 | Mondiali       | Siviglia          | Lancio del disco | 10º        | 62,29 m   |      |
| 1999 | Universiadi    | Palma di Maiorca  | Lancio del disco | 4º         | 61,95 m   |      |
| 2000 | Olimpiadi      | Sydney            | Lancio del disco | 9º         | 63,25 m   |      |
| 2001 | Mondiali       | Edmonton          | Lancio del disco | 16º        | 61,04 m   |      |
| 2001 | Universiadi    | Pechino           | Lancio del disco | Oro        | 65,19 m   |      |
| 2002 | Europei        | Monaco di Baviera | Lancio del disco | 5º         | 64,55 m   |      |
| 2003 | Mondiali       | Parigi            | Lancio del disco | 7º         | 64,50 m   |      |
| 2004 | Olimpiadi      | Atene             | Lancio del disco | Bronzo     | 66,66 m   |      |
| 2005 | Mondiali       | Helsinki          | Lancio del disco | 4º         | 64,84 m   |      |
| 2006 | Europei        | Göteborg          | Lancio del disco | Bronzo     | 66,14 m   |      |
| 2007 | Mondiali       | Osaka             | Lancio del disco | 8º         | 64,33 m   |      |
| 2008 | Olimpiadi      | Pechino           | Lancio del disco | 12º        | 61,38 m   |      |
| 2009 | Mondiali       | Berlino           | Lancio del disco | 13º (q)    | 62,24 m   |      |
| 2010 | Europei        | Barcellona        | Lancio del disco | 19º        | 60,07 m   |      |
| 2012 | Olimpiadi      | Londra            | Lancio del disco | 27º        | 60,20 m   |      |